# كريس كاران
كريس كاران (بالإنجليزية: Chris Karan)‏ هو عازف جاز أسترالي، ولد في 14 أكتوبر 1939.

## وصلات خارجية
- الموقع الرسمي
- كريس كاران على موقع ميوزك برينز (الإنجليزية)
- كريس كاران على موقع أول ميوزيك (الإنجليزية)
- كريس كاران على موقع ديسكوغز (الإنجليزية)